# Musée-Mémorial du Linge
Le Musée-Mémorial du Linge est un lieu de mémoire de la Grande Guerre situé sur le territoire de la commune d'Orbey, dans le département du Haut-Rhin.

## Historique
Le Linge fut un champ de bataille de la Première Guerre mondiale autour du collet du Linge où un affrontement particulièrement meurtrier se déroula entre le 20 juillet et le 16 octobre 1915 et causa environ 20 000 pertes dont environ 3 500 morts dans chaque camp au cours de la bataille du Linge. Il s'est ensuivi une guerre de position avec des échauffourées et des duels d'artillerie jusqu'au 11 novembre 1918. 
La commune d'Orbey a été décorée le 2 novembre 1921 de la croix de guerre 1914-1918 et le 12 février 1949 de la Croix de guerre 1939-1945.

## Caractéristiques

### Le site
Le musée donne accès aux vestiges du champ de bataille  Classé MH (1921), tranchées, blockhaus…
Le site est un témoin poignant de cette « guerre des tranchées », creusées dans la terre meuble, consolidées sommairement avec des rochers, sacs de sable et rondins en bois pour les tranchées françaises et en infrastructures solides pour le système de défense allemand. Plusieurs centaines de soldats reposent encore sur le champ de bataille.

Crête du Linge.

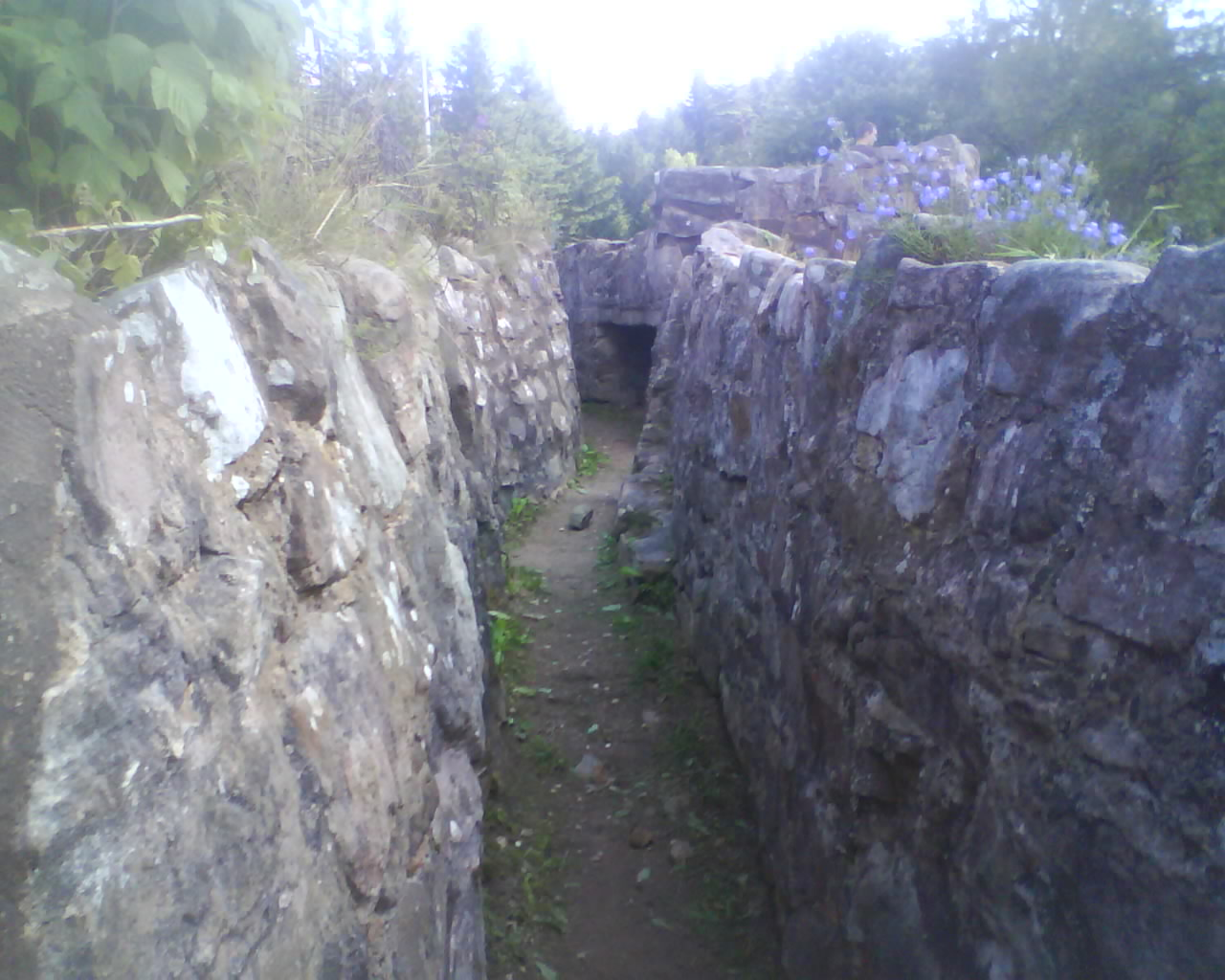
Tranchée de 1ère ligne
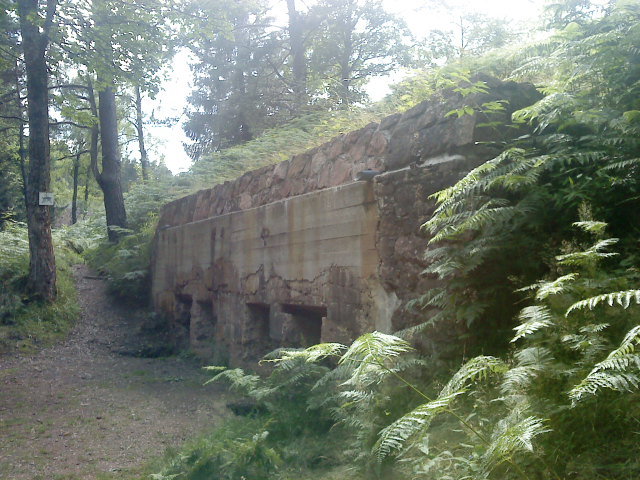
Poste de commandement allemand.
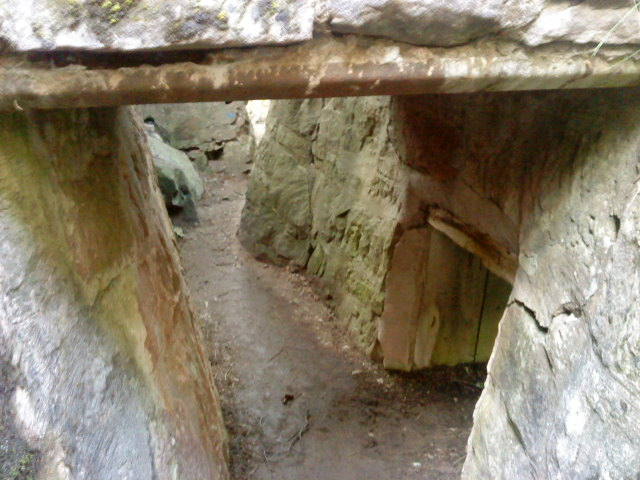
Fortifications et tranchées.
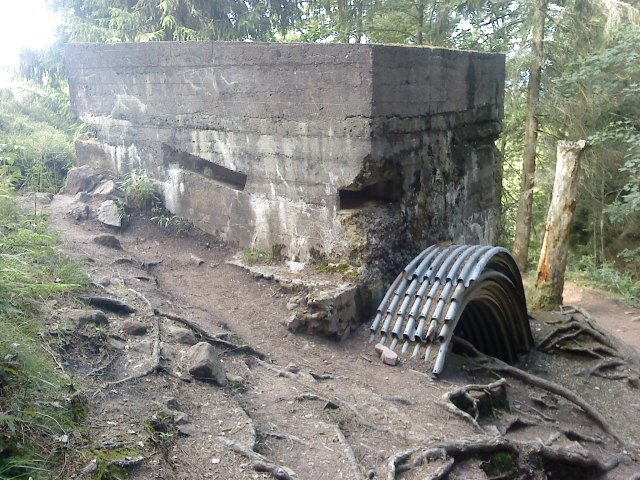
Bunker.
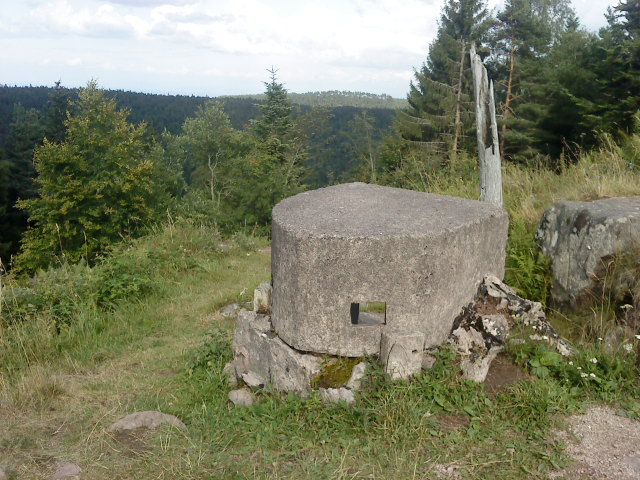
Observatoire.

### Le musée

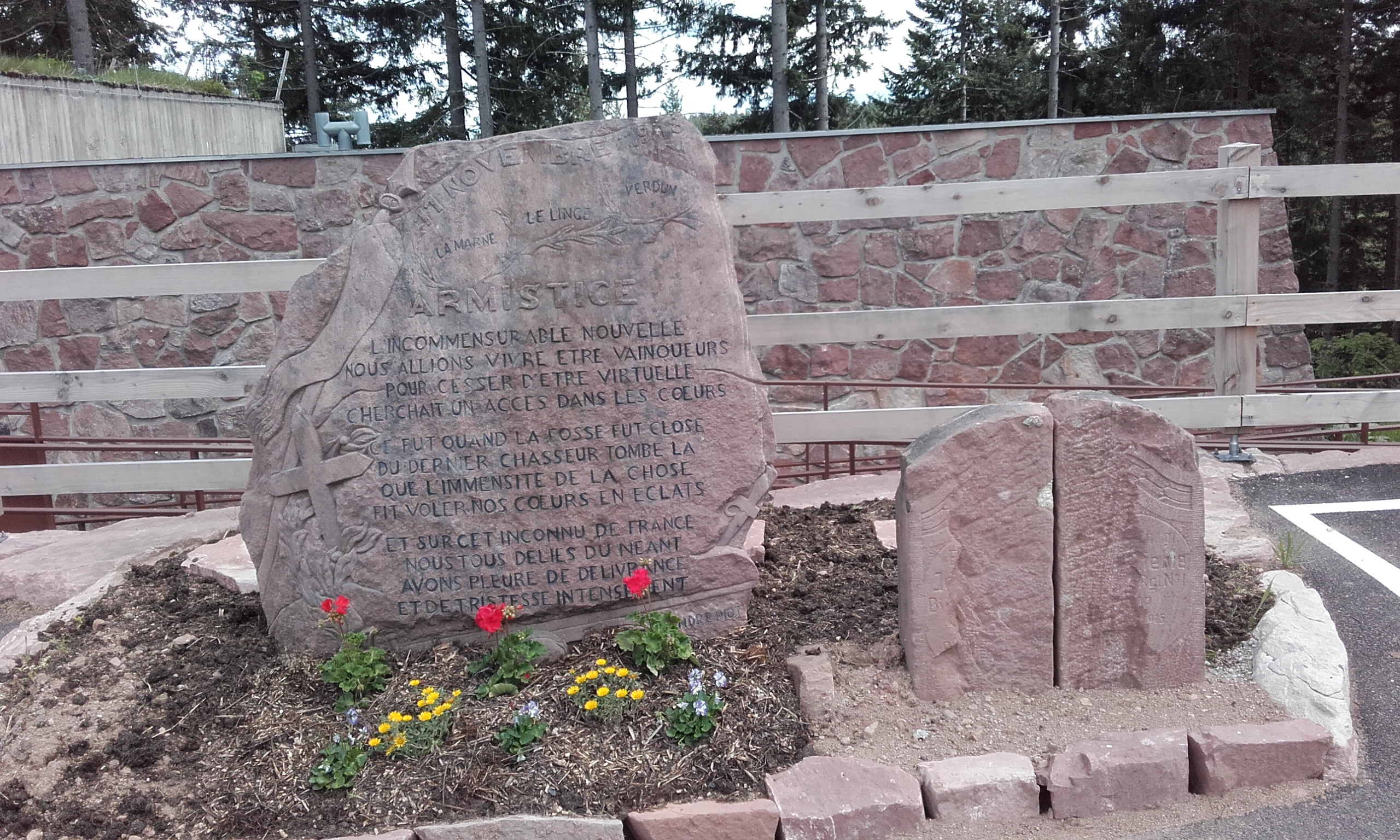
Stèle de l'armistice.

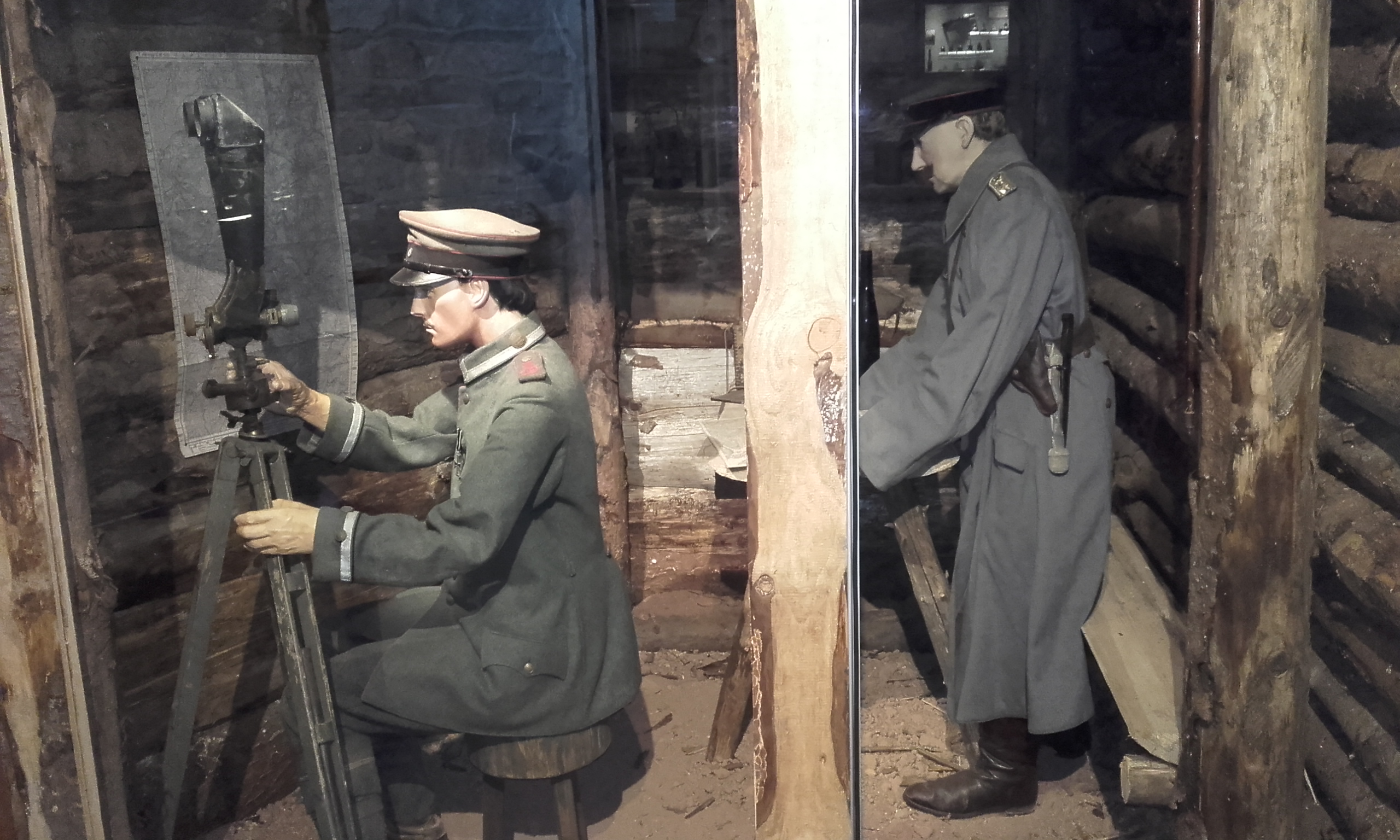
Muséographie : militaires dans les tranchées.

Situé au collet du Linge, sa première tranche a été inaugurée en 1981 par l'Association du Mémorial du Linge. Il a successivement été agrandi depuis, la dernière tranche datant de 2015. Il rassemble des armes, munitions, équipements et objets personnels ayant appartenu aux combattants des deux camps, trouvés sur place. Il montre également un montage vidéo et des photographies d'époque. 

### La nécropole nationale du col du Wettstein

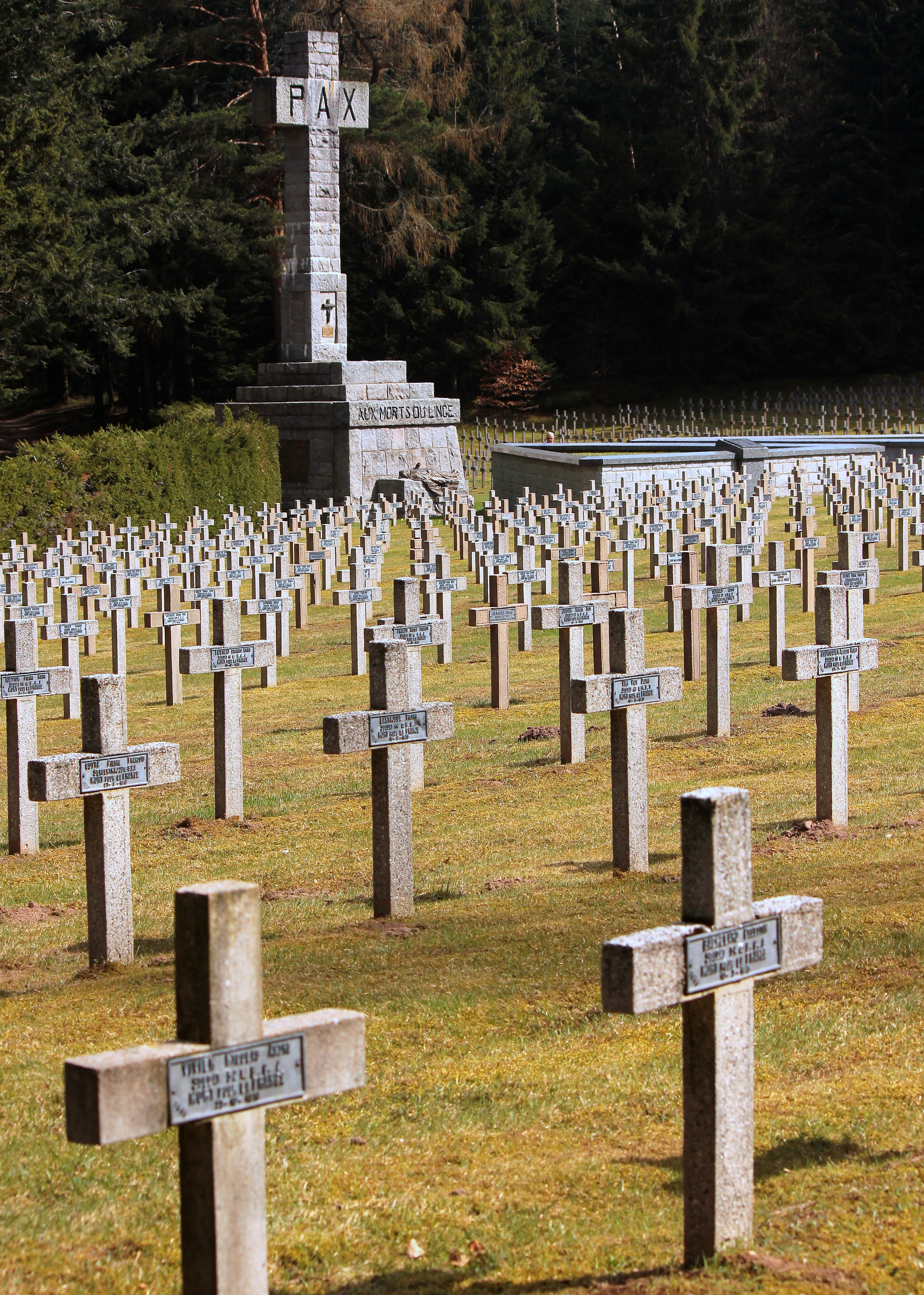
Nécropole Nationale.

Ce cimetière militaire français rassemble les corps de 3 538 soldats dont 1 337 dans deux ossuaires.
Au pied de la grande croix du col du Wettstein, un gisant représente un chasseur tombé au champ d'honneur. C'est le mémorial consacré au souvenir des milliers de soldats français morts en 1915 au Linge.

### Le cimetière militaire allemand
Cette nécropole a été construite en 1930 pour recueillir les dépouilles des soldats allemands tombés au Linge. 2 438 soldats allemands y reposent.

## Personnalités liées aux sites
- Charles Barberot, décédé au collet du Linge
- Les plaques funéraires de la nécropole du Linge
- Tableau des morts de la commune par site